# Mazda Romper
Mazda Romper (яп. マツダ・ロンパー) — малотоннажный грузовой автомобиль, выпускавшийся с 1958 по 1964 год японской компанией Mazda. Пришёл на смену семейству Mazda-Go.
Название «Romper» в переводе с английского языка означает «умелый», «озорной» или «непослушный».

## Описание
Производство модели Mazda Romper стартовало в 1958 году. Вместимость автомобиля составляет 3 человека.
Mazda Romper оснащался двухцилиндровым двигателем с воздушным охлаждением объёмом 1105 см3, мощностью 32,5 л. с. Привод — полный.
В 1959 году двигатель был переоборудован на водяное охлаждение. В соответствии с увеличенной грузоподъёмностью название сменилось на D 1100 и D 1500. Цена D 1500 составляла 505000 иен.
В 1962 году рама была расширена. В моторную гамму был добавлен бензиновый двигатель объёмом 2,0 л (1985 см3), мощностью 60 кВт (81 л. с.). В модельный ряд была добавлена модель D 2000.
В 1964 году на смену семейству Mazda D-Series пришло семейство Mazda E 2000.